# Université Rhodes

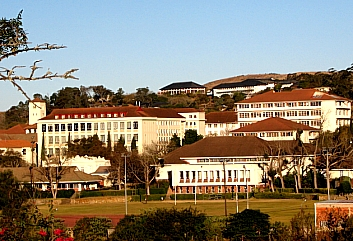
Partie ancienne du campus de l'université Rhodes.

 (mars 2019).
Si vous disposez d'ouvrages ou d'articles de référence ou si vous connaissez des sites web de qualité traitant du thème abordé ici, merci de compléter l'article en donnant les références utiles à sa vérifiabilité et en les liant à la section « Notes et références ».
L'université Rhodes (Rhodes University) est une institution universitaire d'Afrique du Sud, située à Grahamstown dans la province du Cap-Oriental. Son nom est un hommage à Cecil Rhodes, homme d'affaires, ancien premier ministre de la Colonie du Cap et fondateur de la Rhodésie.
En 2018, l'université Rhodes accueille 8 200 étudiants dont environ la moitié réside sur le campus.
L'université Rhodes se compose de six facultés, commerce, éducation, science sociale, droit, médecine et science.

## Histoire
L'enseignement supérieur dans l'est de la colonie du Cap est, à l'origine, composé de quatre écoles d'enseignement secondaires, le collège Saint Andrew de Grahamstown, le collège Gill de Somerset East, le collège de Graaff-Reinet et le lycée Gray de Port Elizabeth.
Au début du XXe siècle, seuls les établissements de Saint-Andrew et Gill disposent de classes préparatoires à l'examen d'entrée à l'université de Bonne Espérance.
En décembre 1902, Josiah Slater, député de la circonscription d'Albany et éditeur du principal quotidien de Grahamstown, s'enquiert de développer l'enseignement supérieur, notamment les établissements publics de l'est de la colonie du Cap. Il trouve un appui auprès de Leander Starr Jameson, directeur de la fondation Rhodes. Quand celui-ci devint premier ministre de la colonie, il octroie directement 50 000 £ pour fonder le collège universitaire de Rhodes, acte validé par le parlement le 31 mai 1904. Le nouveau collège universitaire a pour principal objet de préparer les étudiants aux examens d'entrée à l'université de Bonne Espérance.
Très vite, le collège s'étend et diversifie ses compétences tandis que de nouveaux bâtiments universitaires construits par Herbert Baker sont édifiés.
Parallèlement à la fondation de l'université de Stellenbosch, regroupant les collèges universitaires Victoria et sud-africains du Cap, Rhodes devint en 1919 un collège constitutif de l'Université d'Afrique du Sud.
En 1947, Rhodes devient une université indépendante, soutenue financièrement par la ville de Grahamstown, par la fondation Rhodes et par la compagnie diamantaire De Beers. La nouvelle université Rhodes, bénéficiant de ses nouveaux statuts, est inaugurée le 10 mars 1951. Jusqu'en 1959, elle est également responsable de la gestion de l'université de Fort Hare, le collège universitaire réservé aux africains non blancs.
En 1961, Rhodes s'agrandit en inaugurant un campus à Port Elizabeth mais, en 1964, celui-ci est détaché pour devenir l'université de Port Elizabeth.
En 2004, elle perd la gestion de son campus d'East London, rattaché à celui de Fort Hare.
Si l'université de langue anglaise qu'est Rhodes n'a pas cessé de se moderniser ni de s'étendre au long des années, elle est restée cependant une petite mais prestigieuse université d'Afrique du Sud.

## Personnalités liées à l'université

### Professeurs
- André Brink, maître de conférences à Rhodes en littérature afrikaans et néerlandaise (1961-1990), auteur de Une saison blanche et sèche ;
- Julian Cobbing (en), professeur d'histoire africaine, auteur d'un article paru en 1988 qui remet complètement en question les causes traditionnelles du Mfecane[4] et à l'origine de ce que l'on appelle la controverse Cobbing[5] ;
- Amy Jacot Guillarmod, botaniste (1958-1973)[6].

### Étudiants
- Nathalie Boltt, actrice
- Alice Krige, actrice
- Frances Margaret Leighton, botaniste
- Chris Hani, militant anti-apartheid
- Sylvia Neame, militante anti-apartheid
- Futhi Ntshingila, écrivaine sud-africaine
- Ian Smith, ancien premier ministre de Rhodésie du Sud de 1965 à 1979
- Wilbur Smith, écrivain
- Billie Zangewa, artiste
- Andrew Vujisić (1957), prélat et théologien monténégrin.